# Agathotoma klasmidia
Agathotoma klasmidia é uma espécie de gastrópode da família Conidae.